# Call to Arms (álbum de Saxon)
Call to Arms es el décimo noveno álbum de estudio de la banda británica de heavy metal Saxon, publicado el 3 de junio de 2011 para Europa por UDR Records y el 27 de septiembre del mismo año para los Estados Unidos por EMI Music. Como invitado especial figura el tecladista Don Airey, conocido en el mundo por participar de las bandas Deep Purple y Rainbow.
El disco debutó en el puesto 6 de la lista UK Rock Albums Chart en el Reino Unido y en el puesto 51 de la lista Top Heatseekers en los Estados Unidos, país donde en su primera semana vendió más de 700 copias. Para los Estados Unidos se lanzó una edición especial con un álbum adicional de siete canciones remasterizadas, tomadas de la presentación de la banda en el primer festival Monsters of Rock en 1980.

## Antecedentes
Su grabación se inició en diciembre de 2010 en los Chapel Studios de Lincolnshire y culminó en febrero de 2011 en los Bighton Electric Studios de Brighton, cuya producción estuvo a cargo de Biff Byford y del vocalista de Little Angels, Toby Jepson. Por su parte, la mezcla se realizó en Los Ángeles por el estadounidense Mike Plotnikoff. A principios de febrero de 2011, a través de su página oficial la banda le ofreció a sus fanáticos la oportunidad de aparecer en el coro del tema «Back in '79», cuya única exigencia era que debían presentarse el 10 de febrero en los estudios de grabación de Brighton.
Durante el proceso de grabación las canciones «When Doomsday Comes» y «Call to Arms» en versión orquestada, fueron escritas exclusivamente para la banda sonora de la película Hybrid Theory protagonizada por Noel Clarke, Martin McCann, James Erskin, entre otros. Por otro lado, la portada deriva de Lord Kitchener Wants You, un póster de reclutamiento militar usado en el Reino Unido durante la Primera Guerra Mundial.

## Lista de canciones
Todas las canciones escritas por Saxon

| N.º | Título                                                | Duración |  |
| 1.  | «Hammer of the Gods»                                  | 4:23     |  |
| 2.  | «Back in 79»                                          | 3:28     |  |
| 3.  | «Surviving Against the Odds»                          | 2:59     |  |
| 4.  | «Mists of Avalon»                                     | 5:02     |  |
| 5.  | «Call to Arms»                                        | 4:28     |  |
| 6.  | «Chasing the Bullet»                                  | 4:14     |  |
| 7.  | «Afterburner»                                         | 3:06     |  |
| 8.  | «When Doomsday Comes» (banda sonora de Hybrid Theory) | 4:29     |  |
| 9.  | «No Rest for the Wicked»                              | 3:09     |  |
| 10. | «Ballad of Working Man»                               | 3:48     |  |
| 11. | «Call to Arms» (versión orquesta)                     | 4:28     |  |

| Pista adicional en la edición de ITunes |                       |          |  |
| N.º                                     | Título                | Duración |  |
| 12.                                     | «Dirty Double Dealer» | 3:31     |  |

| Segundo CD Live at Donington 1980 (solo para Estados Unidos) |                                |          |  |
| N.º                                                          | Título                         | Duración |  |
| 1.                                                           | «Motorcycle Man»               | 4:01     |  |
| 2.                                                           | «Still Fit to Boogie»          | 3:21     |  |
| 3.                                                           | «Freeway Mad»                  | 2:33     |  |
| 4.                                                           | «Backs to the Wall»            | 4:09     |  |
| 5.                                                           | «Wheels of Steel»              | 5:53     |  |
| 6.                                                           | «Bap Shu Ap»                   | 6:46     |  |
| 7.                                                           | «747 (Strangers in the Night)» | 5:28     |  |

## Posicionamiento en listas musicales
| País           | Lista                | Posición |
| -------------- | -------------------- | -------- |
| Reino Unido    | UK Rock Albums Chart | 6        |
| Alemania       | Media Control Charts | 18       |
| Suecia         | Sverigetopplistan    | 19       |
| Suiza          | Swiss Music Charts   | 37       |
| Estados Unidos | Top Heatseekers      | 51       |
| Austria        | Ö3 Austria Top 40    | 55       |
| Reino Unido    | UK Albums Chart      | 112      |

## Miembros
- Biff Byford: voz
- Paul Quinn: guitarra eléctrica
- Doug Scarratt: guitarra eléctrica
- Nibbs Carter: bajo
- Nigel Glockler: batería

Músico invitado
- Don Airey: teclados